# Popiersie Maurycego Mochnackiego
Popiersie Maurycego Mochnackiego – pomnik działacza patriotycznego Maurycego Mochnackiego, znajdujący się w warszawskim parku Łazienkowskim.

## Opis
Pomnik znajduje się w południowo-zachodniej części parku Łazienkowskiego, nieopodal Świątyni Egipskiej. Składa się z czworościennego, marmurowego postumentu i ustawionego na nim brązowego popiersia Mochnackiego. Na cokole widnieje tablica z napisem:

Maurycy Mochnacki
Bohater zrywu narodowego 1830 r..

Inskrypcja na cokole nawiązuje do powstania listopadowego, którego Mochnacki – jako członek Sprzysiężenia Wysockiego – był współorganizatorem, uczestnikiem (otrzymał order Virtuti Militari) i jednym z jego pierwszych historyków (dzieło Mochnackiego Powstanie narodu polskiego w roku 1830 i 1831 należy dziś do kanonu historiografii powstania listopadowego).
Około 1822 r. na tym postumencie stał biust cara Rosji Aleksandra I, dziś zaginiony. W 2000 r. ustawiono na nim popiersie Maurycego Mochnackiego. Autorem rzeźby jest Wiesław Winkler.
Związki Mochnackiego z parkiem Łazienkowskim sięgają 1822 r., kiedy jako 19-letni student wykonywał karnie przez 6 tygodni prace porządkowe na terenie parku. Kara ta była rezultatem incydentu, podczas którego Mochnacki uderzył nietrzeźwego policjanta, gdy ten wyrwał mu fajkę z ust (w mieście obowiązywał zakaz palenia tytoniu pod gołym niebem). Drugą karą było wydalenie Mochnackiego z Uniwersytetu Warszawskiego. Karę wymierzył sam wielki książę Konstanty, po uprzednim zelżeniu Mochnackiego w Belwederze.